# 南海铁角蕨
南海铁角蕨（学名：Asplenium formosae）也称长柄铁角蕨，为铁角蕨科铁角蕨属下的一个植物种。